# Antonio Enríquez Savignac
José Antonio Enríquez Savignac (Ciudad de México, 17 de agosto de 1931 - Ibidem, 7 de febrero de 2007) fue un destacado funcionario del ramo turístico mexicano, que ocupó la titularidad de la Secretaría de Turismo y Secretario General de la Organización Mundial del Turismo.

## Biografía
Era licenciado en Administración por la Universidad de Ottawa y tenía una maestría en Administración de Negocios en la Universidad de Harvard, de 1960 a 1963 trabajó en el Banco Interamericano de Desarrollo, ese último año fue nombrado asesor del director general del Banco de México, y en 1969 encabezó la creación del Fondo Nacional de Fomento al Turismo (Fonatur) del que fue director general, fue uno de los primeros funcionarios públicos especializados en el ramo de turismo en México, uno de los principales impulsores y encargados del desarrollo de Cancún, Quintana Roo, primer balneario mexicano desarrollado desde cero.

## Trayectoria
En 1982 Miguel de la Madrid lo nombró Secretario de Turismo, permaneciendo en su cargo todo el sexenio, y en 1990 fue elegido Secretario General de la Organización Mundial del Turismo, cargo al que renunció en 1996.